# 核原料物質、核燃料物質及び原子炉の規制に関する法律
核原料物質、核燃料物質及び原子炉の規制に関する法律（かくげんりょうぶっしつ かくねんりょうぶっしつおよびげんしろのきせいにかんするほうりつ、昭和32年6月10日法律第166号、英語: Act on the Regulation of Nuclear Source Material, Nuclear Fuel Material and Reactors）は、核原料物質・核燃料物質・原子炉の平和的利用・計画的利用・災害防止および核燃料物質の防護（テロリズム等への利用防止）に関する日本の法律である。原子炉等規制法と略される。
規制対象は、製錬、加工、貯蔵、再処理および廃棄の事業並びに原子炉の設置および運転等、国際規制物資の使用等である。
主務官庁は経済産業省外局の資源エネルギー庁電力・ガス事業部原子力立地・核燃料サイクル産業課および、環境省外局の原子力規制庁原子力規制部原子力規制企画課（旧：原子力安全・保安院核燃料管理規制課）で、原子力規制委員会および文部科学省研究開発局原子力課と連携して執行にあたる。

## 定義
「精錬」とは、核原料物質又は核燃料物質に含まれるウラン又はトリウムの比率を高めるために、核原料物質又は核燃料物質を化学的方法により処理することをいう。
「加工」とは、核燃料物質を原子炉に燃料として使用できる形状又は組成とするために、これを物理的又は化学的方法により処理することをいう。 
「再処理」とは、原子炉に燃料として使用した核燃料物質その他原子核分裂をさせた核燃料物質（以下「使用済燃料」という。）から核燃料物質その他の有用物質を分離するために、使用済燃料を化学的方法により処理することをいう。

## 規制の概要
以下に、加工の事業（日本国内では、原子燃料工業、三菱原子燃料およびグローバル・ニュークリア・フュエル・ジャパン等に適用される）を例として、規制の概要を記す。
核原料物質、核燃料物質及び原子炉の規制に関する法律（以下、炉規法）では、加工事業の開始および事業内容の変更時に、事業許可（変更時には変更許可）申請書を提出することを義務付けている。この許可がおりなければ事業を開始（または事業内容の変更）を行うことはできない。この内容が認められるためには、下記の基準を満たす必要がある。
- その許可をすることによって加工の能力が著しく過大にならないこと
- その事業を適確に遂行するに足りる技術的能力及び経理的基礎があること
- 加工施設の位置・構造及び設備が核燃料物質による災害の防止上支障がないものであること

事業許可が出た後に、加工施設に必要な機器の工事を行う前に、設計および工事の方法に対する認可（以下、設工認）を行わなければならない。この認可が下りなければ工事に着工することはできない。この認可が認められるためには、下記の基準を満たす必要がある。
- 事業許可もしくは変更許可に適合すること
- 技術上の基準(放射性物質の臨界防止放射線による被曝の防止、主要な加工施設の耐震性、主要な容器及び管の耐圧強度)に適合すること

上記の工事が終了して、機器を使用する前に国による各機器の使用前検査を受けなければならない。この検査に合格しなければ、機器の使用（核燃料物質の取り扱い）を行うことはできない。この検査に合格するためには、下記の基準を満たす必要がある。
- 工事が設工認に従って行われていること
- 性能の技術上の基準（非常用装置・安全保護回路及び連動装置（インターロック）の作動、廃棄施設処理能力、放射線管理施設の性能、放射線管理を特に必要とする場所における線量当量率・空気中放射性物質濃度、臨界防止能力・核燃料物質閉じ込め能力）に適合すること

その他、原子炉等規制法に基づく規制には下記のようなものがあげられる。
- 国による定期検査の実施（年１回）
- 核燃料取扱主任者及び核物質防護管理者の選任
- 保安規定、核物質防護規定を制定し認可を取ること、規定の遵守、国による遵守状況の検査（年４回）
- 操作記録、保守記録等の作成、保管（記録の内容、保管期間は核燃料物質の加工の事業に関する規則で定められている。）
- 保安及び特定核燃料物質の防護のために講ずべき措置（加工施設の保全、加工施設の操作、核燃料物質等の所内運搬・貯蔵・所内廃棄）

上記の規制事項に違反した場合には事業許可の取り消し、事業停止、及び関係者に対する刑事罰が課せられる。これらの規制内容の大部分については、加工事業者が事業を廃止した場合（事業許可取消時を含む。）においても、施設の解体、核燃料物質及びそれによる汚染に対する適正な措置（廃止措置）を行うまで、継続される。
なお、加工事業では原子炉等規制法の内容を受けて下記の政令、規則等による規制を受ける。
- 核燃料物質、核原料物質、原子炉及び放射線の定義に関する政令
- 核原料物質、核燃料物質及び原子炉の規制に関する法律施行令
- 実用発電用原子炉の設置、運転等に関する規則
- 実用発電用原子炉及びその附属施設の位置、構造及び設備の基準に関する規則
- 実用発電用原子炉及びその附属施設の技術基準に関する規則
- 実用発電用原子炉に係る発電用原子炉設置者の設計及び工事に係る品質管理の方法及びその検査のための組織の技術基準に関する規則
- 実用発電用原子炉に使用する燃料体の技術基準に関する規則
- 研究開発段階発電用原子炉の設置、運転等に関する規則
- 研究開発段階発電用原子炉及びその附属施設の位置、構造及び設備の基準に関する規則
- 研究開発段階発電用原子炉及びその附属施設の技術基準に関する規則
- 研究開発段階発電用原子炉に係る発電用原子炉設置者の設計及び工事に係る品質管理の方法及びその検査のための組織の技術基準に関する規則
- 研究開発段階発電用原子炉に使用する燃料体の技術基準に関する規則
- 核燃料物質の加工の事業に関する規則
- 加工施設の位置、構造及び設備の基準に関する規則
- 加工施設の設計及び工事の方法の技術基準に関する規則
- 加工施設に係る加工事業者の設計及び工事に係る品質管理の方法及びその検査のための組織の技術基準に関する規則
- 加工施設の性能に係る技術基準に関する規則
- 加工施設、再処理施設、特定廃棄物埋設施設及び特定廃棄物管理施設の溶接の技術基準に関する規則
- 試験研究の用に供する原子炉等の設置、運転等に関する規則
- 試験研究の用に供する原子炉等の位置、構造及び設備の基準に関する規則
- 試験研究の用に供する原子炉等の設計及び工事の方法の技術基準に関する規則
- 試験研究の用に供する原子炉等に係る試験研究用等原子炉設置者の設計及び工事に係る品質管理の方法及びその検査のための組織の技術基準に関する規則
- 試験研究の用に供する原子炉等の性能に係る技術基準に関する規則
- 試験研究の用に供する原子炉等の溶接の技術基準に関する規則
- 試験研究の用に供する原子炉等に係る放射能濃度についての確認等に関する規則
- 使用済燃料の貯蔵の事業に関する規則
- 使用済燃料貯蔵施設の位置、構造及び設備の基準に関する規則
- 使用済燃料貯蔵施設の設計及び工事の方法の技術基準に関する規則
- 使用済燃料貯蔵施設に係る使用済燃料貯蔵事業者の設計及び工事に係る品質管理の方法及びその検査のための組織の技術基準に関する規則
- 使用済燃料貯蔵施設の性能に係る技術基準に関する規則
- 使用済燃料貯蔵施設の溶接に関する技術基準を定める規則
- 核燃料物質の受託貯蔵に関する規則
- 使用済燃料の再処理の事業に関する規則
- 再処理施設の位置、構造及び設備の基準に関する規則
- 再処理施設の設計及び工事の方法の技術基準に関する規則
- 再処理施設に係る再処理事業者の設計及び工事に係る品質管理の方法及びその検査のための組織の技術基準に関する規則
- 再処理施設の性能に係る技術基準に関する規則
- 核燃料物質又は核燃料物質によって汚染された物の第一種廃棄物埋設の事業に関する規則
- 核燃料物質又は核燃料物質によつて汚染された物の第二種廃棄物埋設の事業に関する規則
- 第二種廃棄物埋設施設の位置、構造及び設備の基準に関する規則
- 核燃料物質又は核燃料物質によつて汚染された物の廃棄物管理の事業に関する規則
- 廃棄物管理施設の位置、構造及び設備の基準に関する規則
- 特定廃棄物埋設施設又は特定廃棄物管理施設の設計及び工事の方法の技術基準に関する規則
- 特定廃棄物管理施設に係る廃棄物管理事業者の設計及び工事に係る品質管理の方法及びその検査のための組織の技術基準に関する規則
- 特定廃棄物埋設施設又は特定廃棄物管理施設の性能に係る技術基準に関する規則
- 核燃料物質の使用等に関する規則
- 使用施設等の位置、構造及び設備の基準に関する規則
- 使用施設等の溶接の技術基準に関する規則
- 核原料物質の使用に関する規則
- 核燃料物質等の工場又は事業所の外における廃棄に関する規則
- 核燃料物質等の工場又は事業所の外における運搬に関する規則
- 特定核燃料物質の運搬の取決めに関する規則
- 核燃料物質等車両運搬規則
- 核燃料物質等の運搬の届出等に関する内閣府令
- 核原料物質、核燃料物質及び原子炉の規制に関する法律第六十二条の三に規定する国土交通大臣への報告に関する規則
- 核燃料物質等の事業所外運搬に係る危険時における措置に関する規則
- 国際規制物資の使用等に関する規則
- 核原料物質又は核燃料物質の製錬の事業に関する規則
- 製錬事業者等における工場等において用いた資材その他の物に含まれる放射性物質の放射能濃度についての確認等に関する規則
- 船舶に設置する原子炉（研究開発段階にあるものを除く。）の設置、運転等に関する規則
- 原子炉主任技術者試験の実施細目等に関する規則
- 核燃料取扱主任者試験の実施細目等に関する規則
- 原子力災害対策特別措置法

## 資格
- 原子炉主任技術者
- 核燃料取扱主任者